# یواس‌اس کوی (ای‌او-۱۵)

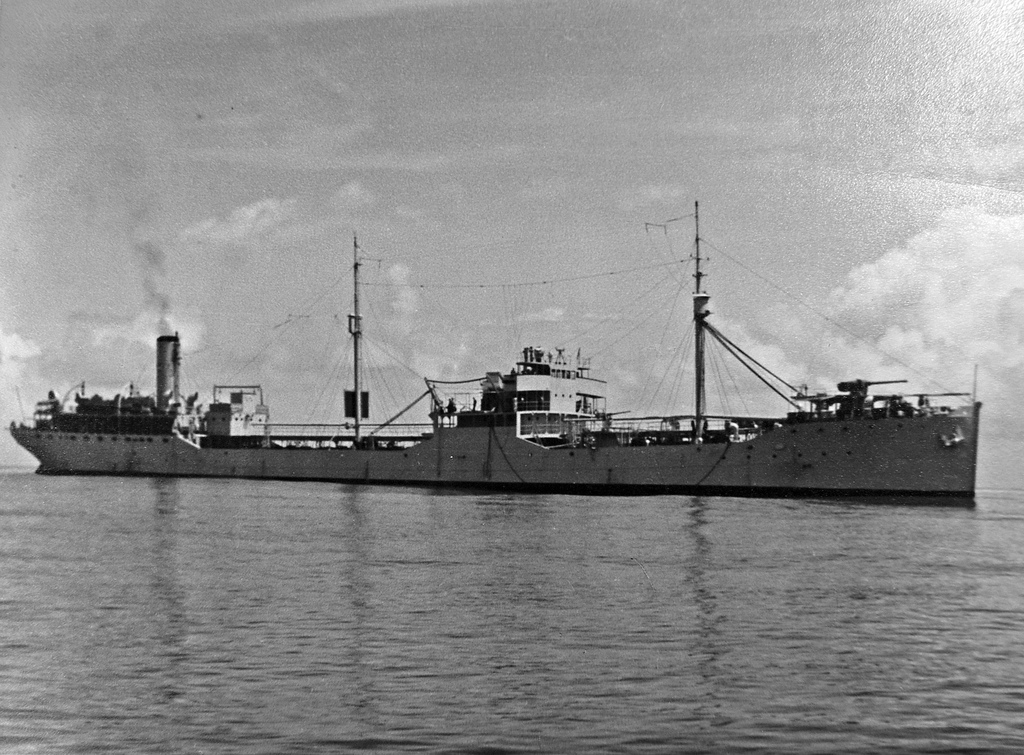
عکسی از یو اس اس کوی اوایل 1940 میلادی

یواس‌اس کوی (ای‌او-۱۵) (به انگلیسی: USS Kaweah (AO-15)) یک کشتی بود. این کشتی در سال ۱۹۱۹ ساخته شد.